# Wegwerpcamera

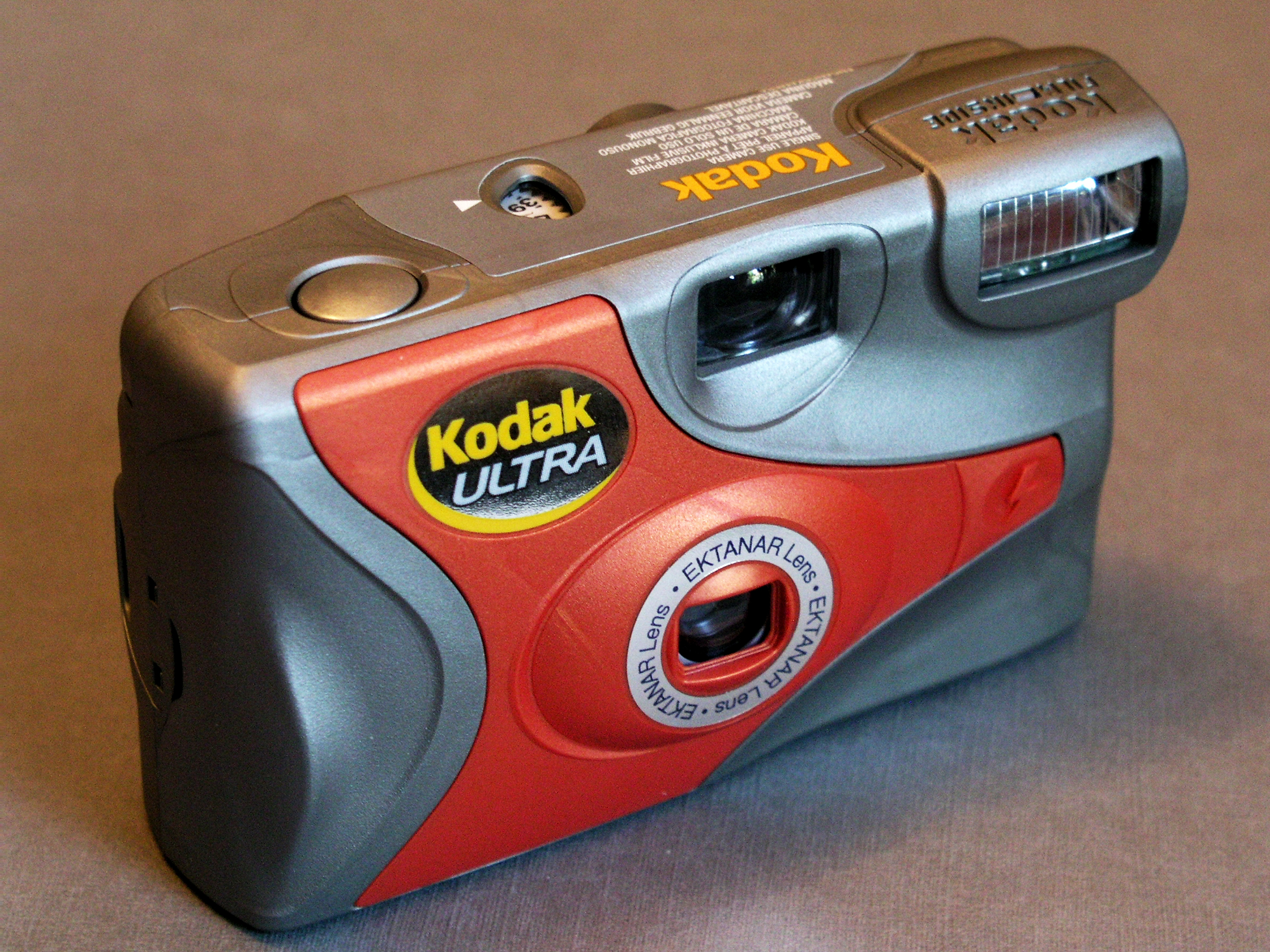
Wegwerpcamera van Kodak

Een wegwerpcamera is een fotocamera voor eenmalig gebruik.
Het filmformaat dat in wegwerpcamera's wordt gebruikt is meestal kleinbeeld of APS. Het aantal opnames is beperkt: veelal rond de 25.
Sommige wegwerpcamera's hebben de beschikking over een ingebouwde flitser.

## Geschiedenis
De eerste voorloper van de huidige wegwerpcamera was een kartonnen apparaat dat op de markt werd gebracht in 1949, door een firma genaamd "Photo-Pac". Het apparaat kostte $ 1.29, wat laaggeprijsd was in verhouding tot de -toen zeer dure- camera's. Pas in 1986 kwam de eerste wegwerpcamera volgens de huidige standaard op de markt. Het was de "Utsuran-Desi", ook verkocht als "Quick Snap", die werd uitgebracht door Fujifilm. In 1987 kwam Kodak met de "Fling", terwijl later ook fabrikanten als Konica, Canon en Nikon hun wegwerpcamera introduceerden.
Het gevolg was dat men de wegwerpcamera's van nieuwe snufjes ging voorzien. Zo kwamen er waterproofcamera's, panoramische camera's en wegwerpcamera's met flitser op de markt.
De toenemende populariteit en verbreiding van de digitale fotografie, zoals via de mobiele telefoon, drong de wegwerpcamera in niche-markten, zoals speciale festiviteiten. Er zijn zelfs pogingen gedaan om goedkope digitale wegwerpfototoestellen op de markt te brengen met beperkingen aan aantal opnamen en geheugen.